# Nikola Hristić
Nikola Hristić (Sremska Mitrovica, 10 de agosto de 1818-Belgrado, 26 de noviembre  de 1911) fue un político serbio que desempeñó el cargo de primer ministro de Serbia en cuatro ocasiones.

## Comienzos y carrera con Miguel III Obrenović
Hristić nació y se educó en Sremska Mitrovica. En 1840 se trasladó a vivir y trabajar a Belgrado, donde se incorporó al funcionariado en calidad de empleado judicial. Más tarde fue jefe de la gendarmería serbia. Miguel Obrenović lo nombró ministro del Interior en 1860. El 15 de junio de 1862, Hristić fue testigo de lo que comenzó como una escaramuza entre la Gendarmería serbia y las tropas turcas destinadas en Belgrado, que degeneró en grave conflicto. El incidente de la fuente de Čukur (Čukur česma) comenzó cuando un soldado turco mató de un disparo a un niño que portaba una jarra; el enfrentamiento que desencadenó la muerte llevó a la guarnición turca acuartelada en la fortaleza de Kalemegdan a bombardear la capital serbia. Hristić describió con gran viveza en sus memorias los acontecimientos, en los que participó. La crisis llevó a la independencia oficiosa de Serbia en 1867, tras la retirada de las tropas otomanas del país. Hristić fue nombrado presidente del nuevo Principado de Serbia, cargo que desempeñó hasta el asesinato del príncipe Miguel en 1868. Hristić ordenó el arresto de los asesinos, los hizo juzgar, condenar y fusilar. Era completamente leal al difunto Miguel Obrenović. Durante su presidencia, había reorganizado el cuerpo de policía del país, neutralizado a la oposición liberal, erradicado el bandolerismo y mantenido un firme control de los ayuntamientos.

## Retiro y vuelta al Gobierno
Se retiró tras el magnicidio; se formó entonces un nuevo gobierno bajo el nuevo príncipe, Milan. Este, ya rey (desde 1882), hubo de afrontar la Rebelión de Timok, y decidió sacar a Hristić del retiro y entregarle la Presidencia del Gobierno, además de la cartera de Interior. Hristić logró sofocar la rebelión, cuyos cabecillas, entre los que descollaba Nikola Pašić, del Partido Radical del Pueblo, huyeron a Bulgaria. Seguidamente se celebraron elecciones a principios de 1884, y se formó un nuevo gabinete que presidió Milutin Garašanin. En 1884 Hristić fue nombrado vicepresidente del Consejo de Estado. La crisis interna desatada por el divorcio del príncipe devolvió a Hristić a la dirección del Consejo de Ministros: Milan creyó que el Partido Radical compartía las opiniones de Sava Grujić y decidió formar un nuevo Gobierno con el fiel y veterano Hristić a la cabeza, que tomó posesión en abril de 1888. Hristić se retiró al año siguiente, pero volvió a asumir la presidencia por cuarta y última vez en 1894. Fue destituido a mediados del año siguiente y nombrado nuevamente para presidir el Consejo de Estado. Se retiró definitivamente de la política en 1901.
Murió el 26 de noviembre de 1911 en Belgrado, a la edad de noventa y tres años.

## Familia
Se casó con Juliana Hadži-Jovanović, nieta de Toma Vučić-Perišić, uno de los caudillos de la Revolución serbia. El hijo de Hristić, Kosta (1852-1927), fue abogado, diplomático y ministro de Justicia; su hija Poleksija (1861-1933) desposó a Laza Lazarević, famoso médico y escritor.